# Kanton Vallées de l'Ousse et du Lagoin
 Vallées de l'Ousse et du Lagoin  is een kanton van het Franse departement Pyrénées-Atlantiques. Het kanton maakt deel uit van het arrondissement  Pau.  

 Het telt 28.987 inwoners in 2018.

Het kanton  werd gevormd ingevolge het decreet van 25  februari 2014 met uitwerking op 22 maart 2015 met Pontacq als hoofdplaats.

## Gemeenten
Het kanton Vallées de l'Ousse et du Lagoin omvat volgende 29 gemeenten.
- Aast
- Angaïs
- Barzun
- Baudreix
- Bénéjacq
- Beuste
- Boeil-Bezing
- Bordères
- Bordes
- Coarraze
- Espoey
- Ger
- Gomer
- Hours
- Igon
- Labatmale
- Lagos
- Lestelle-Bétharram
- Limendous
- Livron
- Lourenties
- Lucgarier
- Mirepeix
- Montaut
- Nousty
- Ponson-Dessus
- Pontacq
- Saint-Vincent
- Soumoulou: